# Don't Explain
Don't Explain, född 29 juni 2013, är en fransk varmblodig travhäst. Hon tränades av sin ägare Philippe Allaire och kördes av Matthieu Abrivard.
Don't Explain började tävla 2015 och segrade i två av åtta starter under sin första säsong på tävlingsbanan. Hon sprang under sin karriär in 219 200 euro på 21 starter varav 2 segrar, 5 andraplatser och 1 tredjeplats. Hon tog karriärens största seger i Prix Une de Mai (2015).
Hon har även segrat i Prix Hekate (2015) samt kommit på andraplats i Prix Gélinotte (2016), Prix Ozo (2016) och på tredjeplats i Prix Roquépine (2016) samt på fjärdeplats i Prix Masina (2016), Prix Guy Deloison (2016) och Prix Reine du Corta (2016).
Hennes hittills framgångsrikaste avkomma är Knockonwood som hittills är obesegrad efter tre starter.